# Tommy Körberg
Bert Gustav Tommy Körberg (Norsjö, 4 juli 1948) is een Zweedse zanger en acteur.

## Biografie
Als winnaar van Melodifestivalen 1969 mocht hij voor zijn vaderland deelnemen aan het Eurovisiesongfestival 1969 in Madrid. Hij behaalde de negende plaats met de hit Judy, min vän. In de jaren 1970 zong hij bij de bands Solar Plexus en Made in Sweden. Vanaf de jaren 1980 was hij vooral actief als muziektheateracteur. Hij speelde in Les Misérables, Chess (1984) en The Sound of Music. Hij had een filmrol als Little Klipp in de jeugdfilm Ronja the Robber's Daughter uit 1984. Nadat hij de Zweedse preselectie opnieuw won, nam hij deel aan het Eurovisiesongfestival van 1988 in Dublin. Hij behaalde de 12e plaats met Stad i ljus.
In de jaren 2000 speelde hij in de musicals Chess (ook in een Londense uitvoering), My Fair Lady en het Zweedse toneelstuk Rivierans guldgossar. In 2011 zat hij in de jury van het TV3-castingprogramma True Talent. Hij zong ook bij Benny Andersson's Orkester, dat in 2001 werd opgericht door ABBA-lid Benny Andersson.
Hij droeg zang bij aan het nummer For Every Step op het album Worlds Collide van de Zweedse metalband Dead by April, dat in april 2017 werd uitgebracht.
In 2022 ontving Körberg de Zweedse koninklijke onderscheiding "Litteris et Artibus".

## Discografie

### Albums
| Jaar | Titel                                 | Hitlijstklassering | Opmerkingen                          |
| Jaar | Titel                                 | SE                 | Opmerkingen                          |
| ---- | ------------------------------------- | ------------------ | ------------------------------------ |
| 1983 | Tolkar Jacques Brel                   | 35 (2 weken)       | met Stefan Nilsson                   |
| 1988 | ...är...                              | 16 (3 weken)       |                                      |
| 1989 | Julen är här                          | 3 (10 weken)       |                                      |
| 1993 | Jak skulle vilja våga tro             | 39 (2 weken)       |                                      |
| 1995 | Sound of Music                        | 15 (9 weken)       | met Carola                           |
| 1996 | Evergreens                            | 17 (7 weken)       | met Kungliga Filharmoniska Orkestern |
| 2000 | Stilla natt                           | 23 (5 weken)       | met Oslo Gospel Choir                |
| 2003 | Gränslös – Det bästa med              | 5 (20 weken)       |                                      |
| 2007 | Rakt upp och ner                      | 4 (20 weken)       |                                      |
| 2010 | Songs For Drinkers And Other Thinkers | 17 (9 weken)       |                                      |
| 2012 | Sjung tills du stupar                 | 6 (13 weken)       |                                      |

### Singles
| Jaar | Titel Album                            | Hitlijstklassering | Opmerkingen                                              |
| Jaar | Titel Album                            | SE                 | Opmerkingen                                              |
| ---- | -------------------------------------- | ------------------ | -------------------------------------------------------- |
| 1988 | Stad i ljus ...är...                   | 8 (4 weken)        | Re-entry 2020 op de 97e plaats voor één week             |
| 1989 | O helga natt Julen är här              | 16 (22 weken)      | Pas in 2007 in de Zweedse hitlijsten                     |
| 1989 | Julen är här                           | 6 (28 weken)       | met Sissel Kyrkjebø Pas in 2007 in de Zweedse hitlijsten |
| 1989 | Låt Julen förkunna Julen är här        | 74 (1 week)        | met Sissel Kyrkjebø Pas in 2015 in de Zweedse hitlijsten |
| 1989 | Gläns över sjö och strand Julen är här | 90 (1 week)        | Pas in 2015 in de Zweedse hitlijsten                     |
| 2012 | I väntan på Julen Välkommen jul        | 73 (3 weken)       | met Jill Johnson Pas in 2015 in de Zweedse hitlijsten    |

- Bibliothèque nationale de France: cb141952893 (data)
- Gemeinsame Normdatei: 134431006
- International Standard Name Identifier: 0000 0001 2139 2769
- Library of Congress Control Number: n87102953
- MusicBrainz: 3d142b46-bf4b-4f71-97ee-1c1ae4dbf2a0
- Nationale Bibliotheek van Israël: 987007331940705171
- LIBRIS: 262728
- Virtual International Authority File: 73833232
- WorldCat: E39PBJwdgJdrt8QwKwm83GHHmd

1958: Alice Babs · 
1959: Brita Borg · 
1960: Siw Malmkvist · 
1961: Lill-Babs · 
1962: Inger Berggren · 
1963: Monica Zetterlund · 
1965: Ingvar Wixell · 
1966: Lill Lindfors & Svante Thuresson · 
1967: Östen Warnerbring · 
1968: Claes-Göran Hederström · 
1969: Tommy Körberg · 
1971: Family Four · 
1972: Family Four · 
1973: Nova · 
1974: ABBA · 
1975: Lasse Berghagen · 
1977: Forbes · 
1978: Björn Skifs · 
1979: Ted Gärdestad · 
1980: Tomas Ledin · 
1981: Björn Skifs · 
1982: Chips · 
1983: Carola · 
1984: Herreys · 
1985: Kikki Danielsson · 
1986: Lasse Holm & Monica Törnell · 
1987: Lotta Engberg · 
1988: Tommy Körberg · 
1989: Tommy Nilsson · 
1990: Edin-Ådahl · 
1991: Carola · 
1992: Christer Björkman · 
1993: Arvingarna · 
1994: Marie Bergman & Roger Pontare · 
1995: Jan Johansen · 
1996: One More Time · 
1997: Blond · 
1998: Jill Johnson · 
1999: Charlotte Nilsson · 
2000: Roger Pontare · 
2001: Friends · 
2002: Afro-Dite · 
2003: Fame · 
2004: Lena Philipsson · 
2005: Martin Stenmarck · 
2006: Carola · 
2007: The Ark · 
2008: Charlotte Perrelli · 
2009: Malena Ernman · 
2010: Anna Bergendahl · 
2011: Eric Saade · 
2012: Loreen · 
2013: Robin Stjernberg · 
2014: Sanna Nielsen · 
2015: Måns Zelmerlöw · 
2016: Frans · 
2017: Robin Bengtsson · 
2018: Benjamin Ingrosso · 
2019: John Lundvik · 
2021: Tusse · 
2022: Cornelia Jakobs · 
2023: Loreen · 
2024: Marcus & Martinus · 
2025: KAJ